# Білгородське князівство
Білгородське князівство — удільне князівство Київської землі. Столиця — Білгород (нині — Білогородка).
У 991 році великий князь Володимир Святославич заклав на березі річки Ірпінь фортецю і назвав її Білгородом. Білгородське князівство не мало самостійного значення, столиця його служила форпостом на підступах до Києва. Білгород був резиденцією київських князів, притулком під час міжусобиць. У 1117 році Володимир Мономах посадив у Білгороді старшого сина Мстислава.
У 1240 році Білгород був розорений під час монгольської навали на Русь. Після цього ані місто, ані князівство в літописах не згадуються. На сьогодні від них залишилося тільки городище поруч із селом Білогородка.

## Список білгородських князів
| Білгородські князі          | Білгородські князі |
| Князь                       | Роки               |
| --------------------------- | ------------------ |
| Мстислав Великий            | 1117 — 1125        |
| Святослав Ольгович          | 1141 — 1146        |
| Борис Юрійович              | 1149 — 1150        |
| Володимир Андрійович        | 1150               |
| Володимир Мстиславич        | 1151 — 1154        |
| Мстислав Ізяславич          | 1159 — 1161        |
| Мстислав Хоробрий           | 1161 — 1163        |
| Мстислав Ізяславич (вдруге) | 1163 — 1167        |
| Мстислав Хоробрий (вдруге)  | 1167 — 1171        |
| Рюрик Ростиславич           | 1171 — 1189        |
| Ростислав Рюрикович         | 1189 — 1203        |
| Гліб Святославич            | 1205               |
| Мстислав Старий             | 1206 — 1207        |